# Bourghelles
Bourghelles – miejscowość i gmina we Francji, w regionie Hauts-de-France, w departamencie Nord.
Według danych na rok 1990 gminę zamieszkiwały 1232 osoby, a gęstość zaludnienia wynosiła 188 osób/km² (wśród 1549 gmin regionu Nord-Pas-de-Calais Bourghelles plasuje się na 497. miejscu pod względem liczby ludności, natomiast pod względem powierzchni na miejscu 547.).